# 立江駅
立江駅（たつええき）は、徳島県小松島市立江町株木にある、四国旅客鉄道（JR四国）牟岐線の駅。駅番号はM08。駅の標高は2.1 m。

## 概要
元は那賀郡立江町（その後合併して小松島市に）の玄関口として設けられた。
四国八十八箇所の19番札所の最寄駅で、お遍路さんの利用がある。ホームから見て駅舎側は住宅が立ち並び、反対の東側は田んぼが広がっている。最寄りの県道から駅に至る道路も狭いため、最寄りのバス停は県道28号線の立江小学校前となっており、700メートルほどの距離がある。

## 歴史
- 1916年（大正5年）12月15日：阿南鉄道の駅として開業[2]。
- 1936年（昭和11年）7月1日：阿南鉄道が国有化され、国鉄の駅となる[2]。
- 1970年（昭和45年）6月1日：貨物取扱廃止[2]。
- 1972年（昭和47年）10月1日：荷物扱い廃止[2][4]。駅員無配置駅となる[5]。
- 1987年（昭和62年）4月1日：国鉄分割民営化によりJR四国の駅となる[2]。
- 2017年（平成29年）12月22日：2代目駅舎が完成する[6]。

## 駅構造
駅舎は地上駅舎。ホームは島式1面2線で、構内踏切を通る。両開きの分岐器（スプリングポイント）を駅の前後に有している。

### のりば
| のりば | 路線    | 方向 | 行先           |
| ------ | ------- | ---- | -------------- |
| 1      | ■牟岐線 | 上り | 徳島・高松方面 |
| 2      | ■牟岐線 | 下り | 阿南・牟岐方面 |

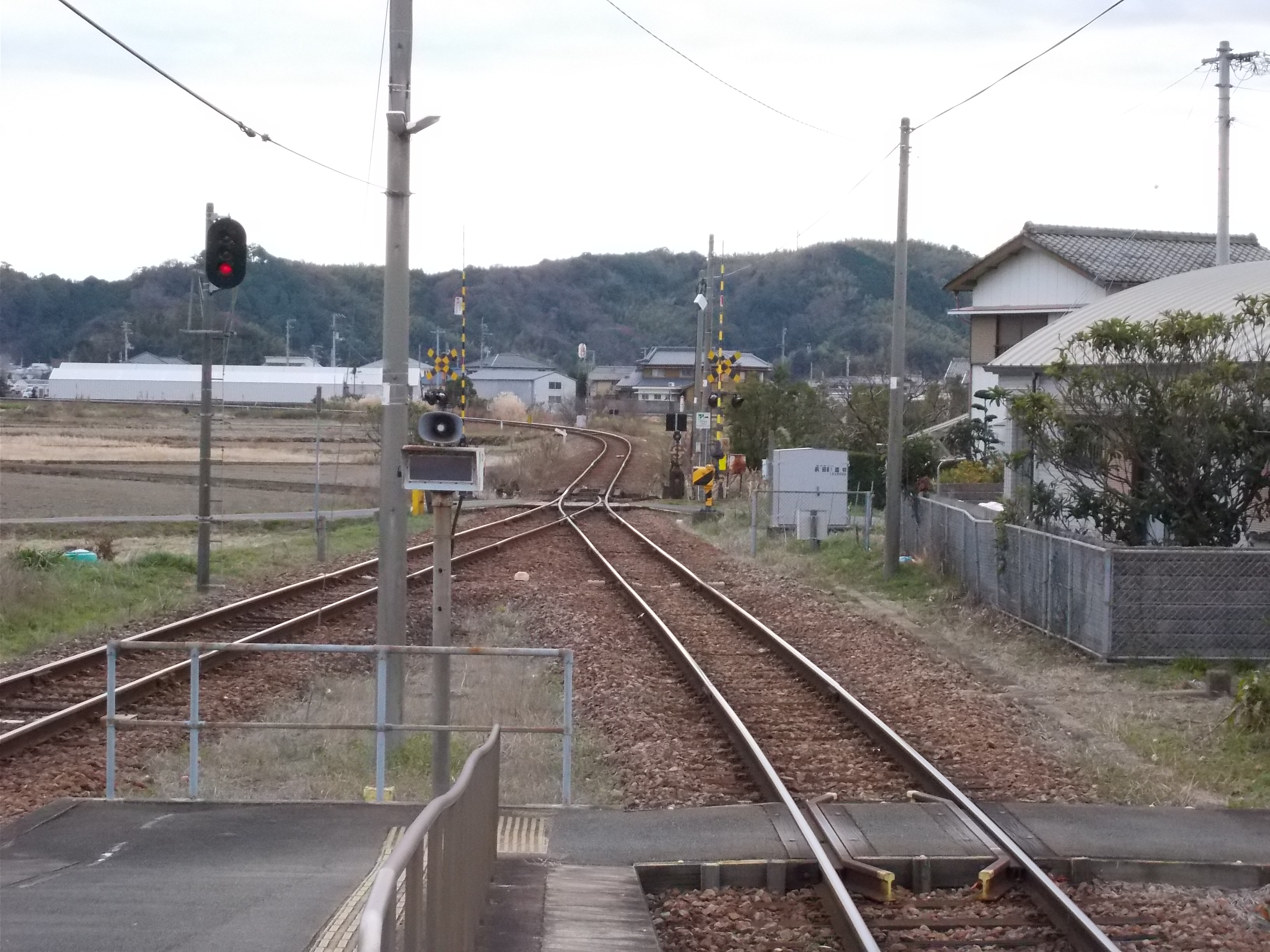
ホームから羽ノ浦方面を望む（2019年1月）
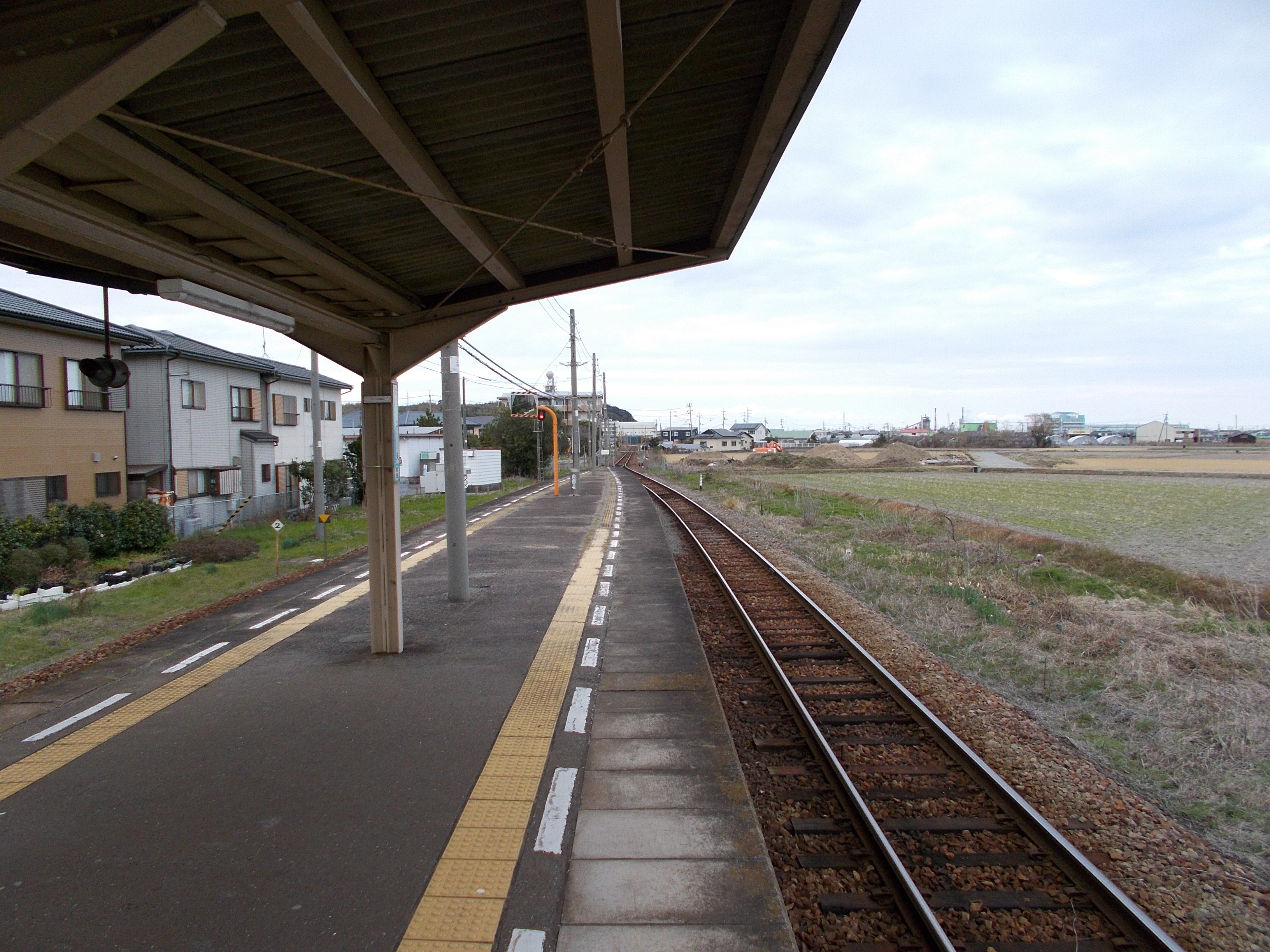
ホームから阿波赤石方面を望む（2019年1月）

#### 特徴
1972年（昭和47年）10月1日に無人化された。小さくシンプルな開業以来の駅舎をリフォームして使用していたが、2017年（平成29年）に取り壊されて簡素な駅舎となった。
駅舎前に郵便ポストがある。
改札内のトイレ、駅舎内ごみ箱、駅舎前の公衆電話は、2017年（平成29年）の初代駅舎取り壊し時に撤去された。

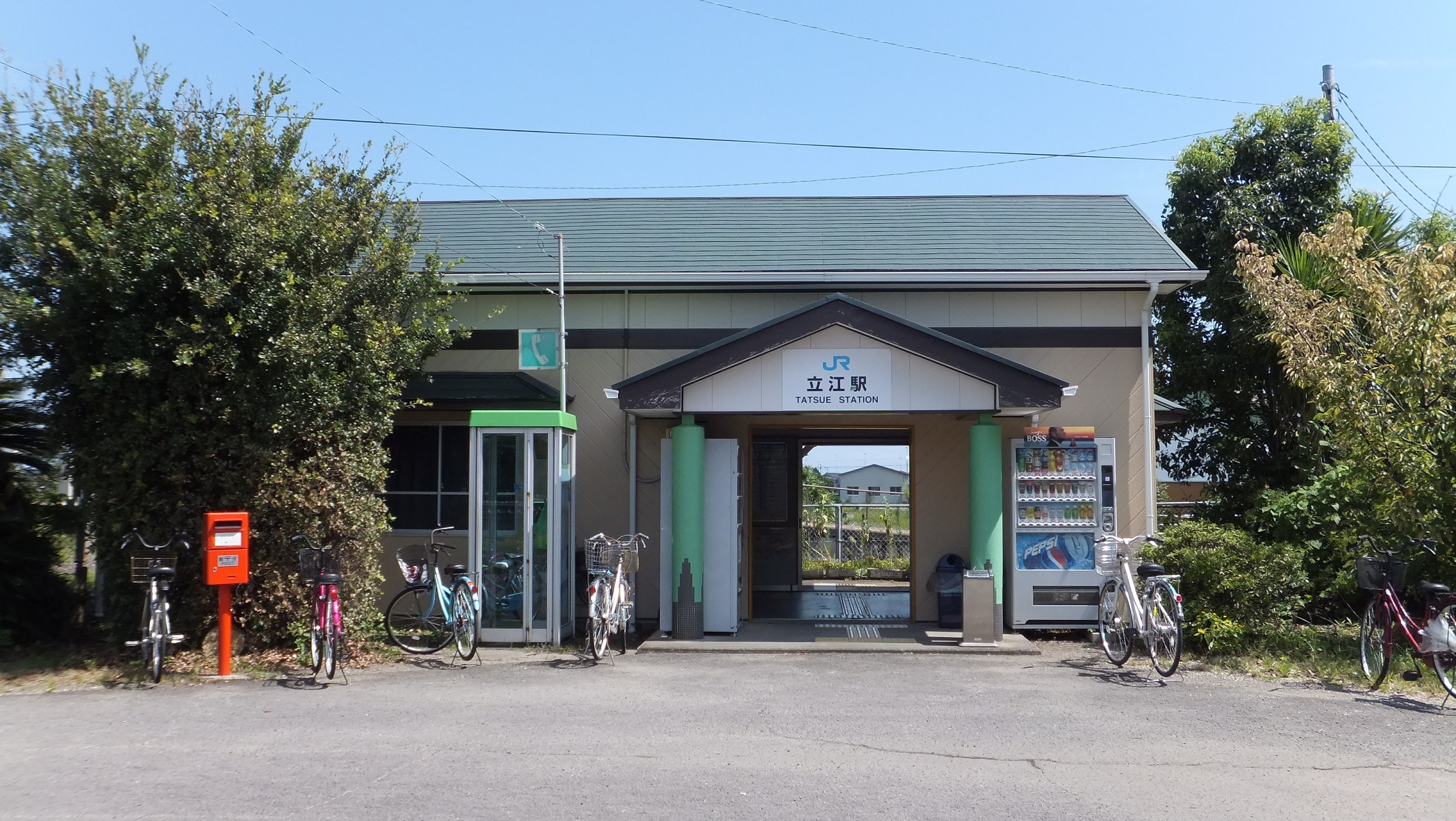
旧駅舎（2015年9月）
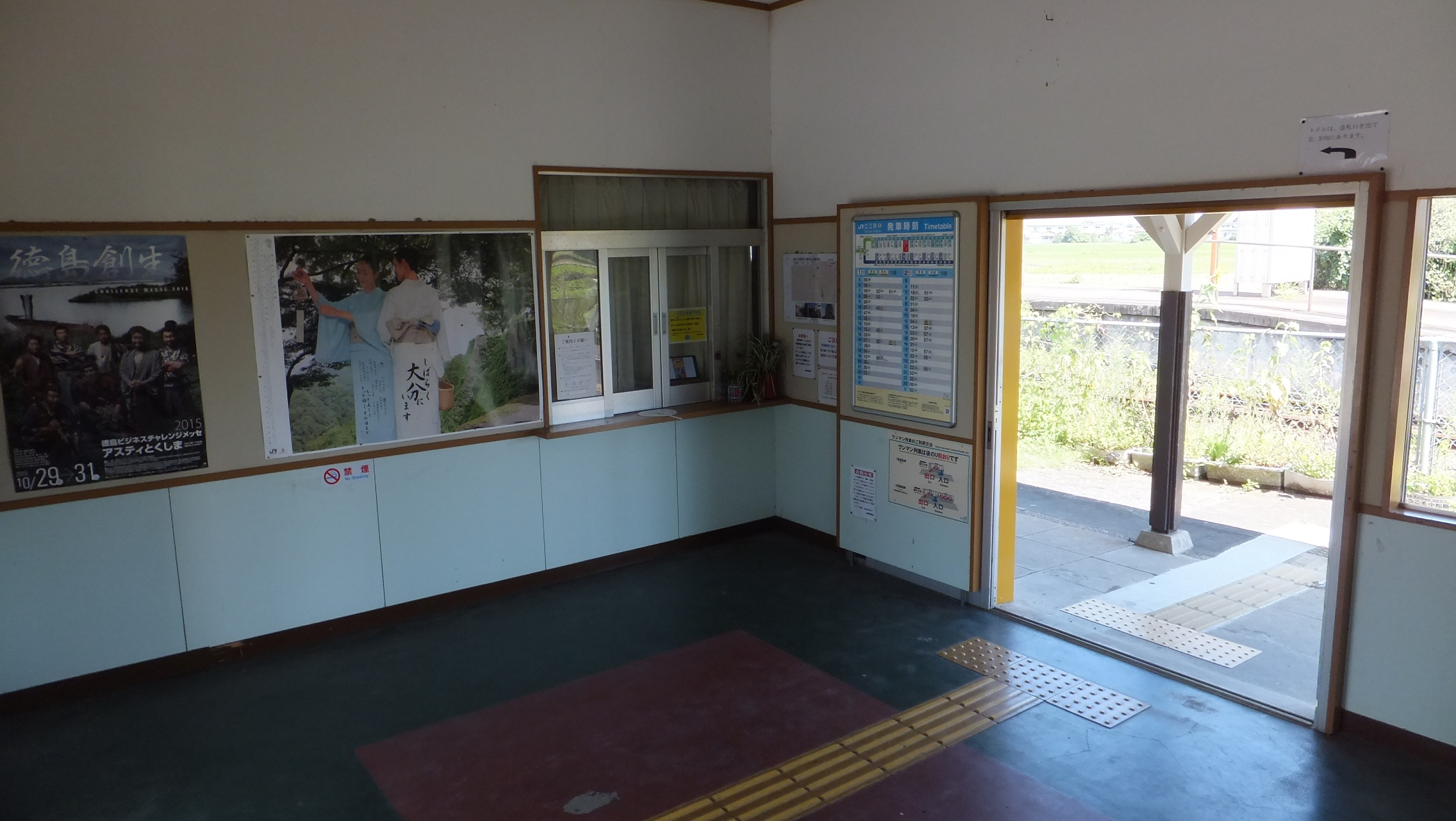
旧駅舎内（2015年9月）

## 駅周辺
郵便局
- 日本郵便立江郵便局

教育機関
- 小松島市立立江小学校
- 立江地区複合施設
  - 小松島市立立江公民館
  - 小松島市消防団第14分団詰所

宗教施設
- 立江寺 - 四国19番札所
- 清水寺

その他
- 立江川
- 小松島市駐輪場

道路
- 徳島県道136号宮倉徳島線
- 徳島県道171号立江停車場線
- 徳島県道28号阿南小松島線

## バス路線
「立江小学校前」停留所（当駅より約700ｍ、県道28号沿い）
- 徳島バス
  - 立江線・小松島立江線
  - 立江線（上り）徳島駅前ゆき
  - 立江線（下り）萱原ゆき
  - 小松島立江線（上り）小松島市役所前ゆき
  - 小松島立江線（下り）萱原ゆき

## その他
- 当駅から勝浦町方面へ四国中央鉄道が分岐する計画だった[7]。

## 隣の駅
四国旅客鉄道（JR四国）
■牟岐線
■普通
阿波赤石駅 (M07) - 立江駅 (M08) - 羽ノ浦駅 (M09)